# Quantitatives Management
Der Begriff quantitatives Management bedeutet die Anwendung von mathematischen, rationalen Methoden bei der Entscheidung über die Zusammensetzung eines Aktienportfolios oder Investmentfonds. Dabei wird versucht, qualitative und subjektive Entscheidungen durch den Einsatz und die Integration von objektiven Kriterien aus dem Prozess der Anlageentscheidung möglichst auszuklammern. Um dieses Ziel zu verwirklichen, werden häufig mathematische Algorithmen innerhalb eines Computermodells und -programms eingesetzt, das über diese ein möglichst optimales Portfolio ermittelt.

## Vorteile und Nachteile
Fürsprecher des Einsatzes dieser quantitativen Methoden nennen unter anderem die rasante Zunahme der weltweiten Datenbestände (Datenflut) und Informationsdichte als Ausgangspunkt für diese Ansätze, da automatisierte Computerprogramme den Überblick über mehr Parameter behalten können als ein menschliches Individuum. Ebenfalls vernachlässigen diese Methoden menschliche Emotionen, die in früheren Zeiten oft auch Basis für Spekulationsblasen waren.
Kritiker hingegen nennen gerade diese Emotionen als entscheidenden Faktor, der in der Vergangenheit zu den ergebnisstärksten Portfolios geführt hat. Ebenfalls schaffen es quantitativ verwaltete Fonds oft nicht die Performance traditionell verwalteter Produkte zu erreichen oder gar zu überbieten (siehe auch Alphafaktor).